# The Son of Thomas Gray
The Son of Thomas Gray è un cortometraggio muto del 1914 diretto da Lorimer Johnston.

## Produzione
Il film fu prodotto dall'American Film Manufacturing Company (come Flying A).

## Distribuzione
Distribuito dalla Mutual Film, il film - un cortometraggio in una bobina - uscì nelle sale cinematografiche USA il 10 gennaio 1914.